# Банноки

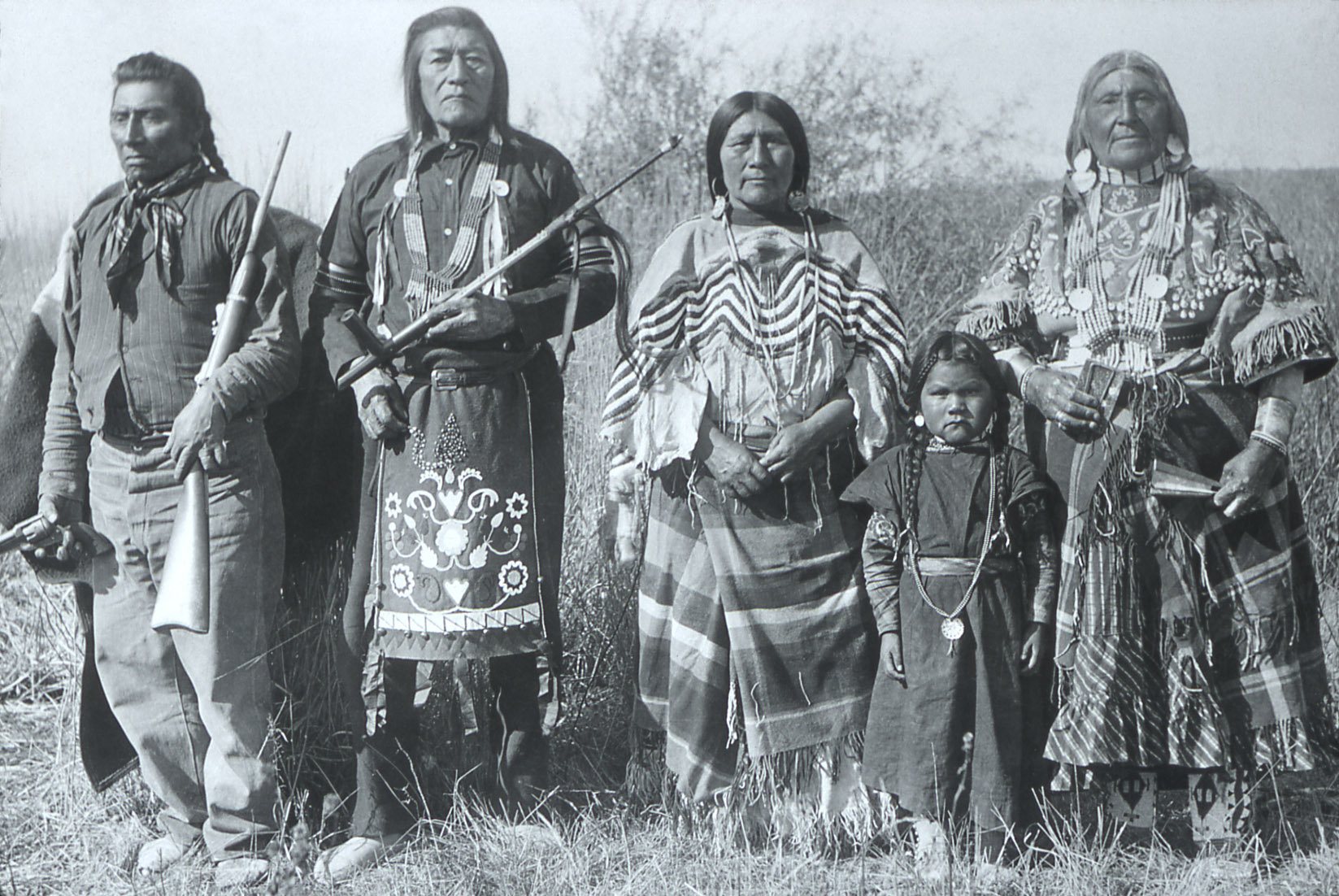
Банноки

Банноки — индейское племя, традиционно обитавшее на севере Большого бассейна (ныне юго-восток штата Орегон и юг штата Айдахо). Банноки говорили на севернопаютском языке и тесно связаны с северными пайютами. Некоторые антропологи рассматривают банноков лишь как самое северное из племён северных пайютов. Насколько сами банноки отделяли себя от прочих севернопайютских племён во время первого контакта, неизвестно. Банноки освоили езду на лошадях и поддерживали тесные связи с северными шошонами.
Банноки вошли в историю США благодаря Баннокской войне 1878 года. После войны банноки были вынуждены переселиться в резервацию Форт-Холл на юго-востоке штата Айдахо вместе с северными шошонами, и постепенно два племени слились в одно — шошоны-банноки.